# Michael Sarnthein
Michael Sarnthein (* 15. Juli 1939 in Wien) ist ein österreichischer Klimatologe, Meeresgeologe und Hochschullehrer. Er war seit 1966 an der Universität Kiel tätig und wurde 2004 emeritiert.

## Leben
Michael Sarnthein stammt aus dem Tiroler Adelsgeschlecht Sarnthein, das 1681 in den erbländisch-österreichischen Grafenstand erhoben wurde. Wegen der Abschaffung der Adelstitel und des Verbots der Führung adeliger Namen in der österreichischen Verfassung nach dem Ersten Weltkrieg führte das Geschlecht seitdem seinen Namen ohne Adelsprädikat. Michael Sarnthein  wurde am 15. Juli 1939 in Wien geboren. Seine Eltern waren Johannes Graf von Sarnthein (1900–1976), Landesregierungskommissär, und Annemarie Lotichius (1908–1999). Während seiner frühen wissenschaftlichen Laufbahn untersuchte er die Entwicklung des Auftriebs vor Westafrika. Später versuchte er, die Zirkulationsmuster in der Atmosphäre anhand der Verteilung von windverfrachtetem Staub zu rekonstruieren. Sarnthein forschte außerdem auf dem Gebiet der Paläo-Ozeanographie des Atlantischen Ozeans, führte Klimarekonstruktionen für den Nordatlantik durch und forschte auf dem Gebiet der Klima- und Umweltveränderungen in Monsungebieten.

## Auszeichnungen
1989 erhielt Sarnthein den Leibniz-Preis. 2005 wurde er zum Fellow of the American Geophysical Union ernannt und erhielt 2006 die Shepard-Medaille der Society for Sedimentary Geology sowie die Milutin Milankovic Medal der European Geosciences Union. 2009 wurde er wegen seiner Verdienste zur Erforschung der Entwicklung des Atlantiks mit der Gustav-Steinmann-Medaille der Geologischen Vereinigung ausgezeichnet. 1990 wurde er als ordentliches Mitglied in die Academia Europaea aufgenommen. Im Jahr 1994 wurde er zum Mitglied der Leopoldina gewählt. Seit 1995 ist er korrespondierendes Mitglied der Österreichischen Akademie der Wissenschaften. 2005 wurde er Fellow der American Geophysical Union.

## Werke (Auswahl)
- Klimawechsel vor dem Einfluß des Menschen. Barth, Heidelberg 2001.
- Preliminary report on Sonne 95 cruise "monitor monsoon" to the South China Sea. Geologisch-Paläontologisches Institut und Museum, Kiel 1994.
- Short and long term global change. GEOMAR, Kiel 1992.
- Bericht zu METEOR-Reise 11-1, Hamburg - Ponta Delgada, Azoren. Geologisch-Paläontologisches Inst. und Museum, Kiel 1989.
- Bericht über die "Polarstern"-Fahrt ANT IV, 1c in den Äquatorialen Atlantik, GEOTROPEX '85. Geolog.-Paläontolog. Kiel, Inst. u. Museum, 1985.
- Forschungsschiff "Meteor", Reise N[umme]r 65, äquatorialer Ostatlantik - GEOTROPEX '83. Geolog.-Paläontolog. Inst. u. Museum, Kiel 1983.
- Meteor-Forschungsergebnisse. Reihe C. Geologie und Geophysik. No. 5. Oberflächensedimente im Persischen Golf und Golf von Oman. 2. Quantitative Komponentenanalyse der Grobfraktion. 1971.